# Valore attuale netto
In economia il valore attuale netto (in italiano abbreviato VAN, in inglese NPV da net present value) è definito come il valore attuale di una serie attesa di flussi di cassa connessi alle entrate future di un investimento al netto delle uscite monetarie (in genere un unico esborso iniziale che costituisce appunto la somma investita). Tale metodologia, tramite la quale vengono valutati i flussi di cassa attesi futuri al netto dell'uscita monetaria al tempo iniziale dell'investimento, è basata sul principio del costo opportunità, e costituisce un criterio fondamentale nell'analisi finanziaria per determinare se perseguire o meno un investimento.

## Definizione matematica
Il VAN è definito come:
{\displaystyle VAN=\sum _{k=0}^{n}{\frac {C_{k}}{(1+{c})^{k}}}}
Dove:	
- k: scadenze temporali;
- Ck: flusso finanziario (positivo o negativo) al tempo {\displaystyle k};
- c: Costo medio ponderato del capitale (o WACC=Weighted Average Cost of Capital) indice di rendimento alternativo per rischio simile secondo la teoria del CAPM (Capital Asset Pricing Model);
- {\displaystyle {\frac {1}{(1+{c})^{k}}}}: fattore di attualizzazione al tempo {\displaystyle k}

## Interpretazione e utilità
Dati:
1. {\displaystyle W_{0}}: stock di ricchezza iniziale al tempo 0
2. Un generico investimento che prevede flussi di cassa (positivi o negativi) {\displaystyle C_{1}} al tempo 1, {\displaystyle C_{2}} al tempo 2 e {\displaystyle C_{k}} al tempo {\displaystyle k}.
3. Un tasso di rendimento {\displaystyle c} pari al costo opportunità del soggetto stesso (ad esempio il tasso di conto corrente a cui il soggetto può lasciare i propri soldi, ovvero il Costo del capitale medio WACC).

- Se il soggetto decide d'intraprendere l'investimento, la sua ricchezza al tempo 0 pari a {\displaystyle W_{0}} sarà spesa per incassare alle scadenze 1, 2, {\displaystyle k} i rispettivi futuri flussi di cassa, che saranno a loro volta reinvestiti al loro costo opportunità (al tasso di rendimento {\displaystyle c}). Prendendo come orizzonte temporale {\displaystyle n}, la ricchezza finale {\displaystyle W_{n}} nel caso in cui si effettui l'investimento sarà pari a:

{\displaystyle W_{n}=C_{1}(1+{c})^{n-1}+...+C_{k}(1+{c})^{n-k}+...+C_{n}}
- Nel caso in cui non si effettuasse l'investimento, la ricchezza finale {\displaystyle W_{n}^{*}} al tempo {\displaystyle n} sarebbe:

{\displaystyle W_{n}^{*}=W_{0}(1+{c})^{n}}
Il VAN detrae il costo dell'investimento {\displaystyle W_{0}} dalla ricchezza finale attualizzata (che in altri termini corrisponde ad attualizzare la differenza tra le due ricchezze finali {\displaystyle W_{n}-W_{n}^{*}}):
{\displaystyle VAN={W_{n} \over (1+{c})^{n}}-W_{0}={\frac {C_{1}}{(1+{c})}}+...+{\frac {C_{n}}{(1+{c})^{n}}}-W_{0}}
Rappresentando il costo dell'investimento iniziale {\displaystyle W_{0}} come flusso di cassa {\displaystyle C_{0}} al tempo 0 (da considerare quindi negativo) si ottiene:
{\displaystyle VAN=\sum _{k=0}^{n}{C_{k} \over (1+{c})^{k}}}
Conviene effettuare l'investimento se il VAN è positivo, ovvero quando la ricchezza finale nel caso in cui si intraprenda l'investimento è superiore alla ricchezza finale rispetto al caso in cui non si intraprenda l'investimento.
Al variare di {\displaystyle {c}} naturalmente si ottengono dei risultati diversi; per questo il VAN è considerato un criterio di scelta soggettivo: al variare del costo opportunità del soggetto sarà più o meno conveniente intraprendere l'investimento.
Confrontando il VAN di due o più investimenti alternativi si riesce a valutare l'opzione più vantaggiosa attraverso il meccanismo dell'attualizzazione dei costi e dei ricavi, che prevede il ricondurre ad un medesimo orizzonte temporale i flussi di cassa che si manifesterebbero in momenti diversi e che quindi di norma non sarebbero direttamente confrontabili.
Inoltre, un VAN negativo non vuol dire che non c'è un rendimento netto, bensì vuol dire che il rendimento dell'investimento è minore di quello alternativo (cioè di quelli con lo stesso rischio). Infatti, se consideriamo un investimento di € 1000 al tempo 0 con un ricavo dopo 1 anno pari ad € 1100 ed utilizziamo un tasso di rendimento del 20%, il VAN è negativo (= −83,33) cioè rende € 83,33 (attualizzati) in meno rispetto all'investimento alternativo. Importante è quindi la scelta del tasso da applicare: serve appunto ad identificare investimenti con caratteristiche simili.

## Valutazione della convenienza di un investimento
Attraverso il calcolo del VAN, oltre che stabilire la convenienza attesa di un singolo investimento, è anche possibile confrontare la convenienza tra due o più investimenti in concorrenza tra loro. Data la definizione, è chiaro che il più conveniente tra n investimenti concorrenti sarà quello con il VAN (che ricordiamo è il valore attualizzato al netto dei costi) maggiore: ne consegue che ordinare la convenienza attesa di n investimenti in modo decrescente sarà uguale a ordinare pure in modo decrescente i VAN corrispondenti per questi stessi investimenti. Si badi però che un raffronto diretto (con conseguente relazione di ordinamento) tra VAN per investimenti è possibile solo se il periodo (il max {\displaystyle k=n} della formula precedente) di attualizzazione è lo stesso per tutti gli investimenti considerati.
È altresì evidente che un raffronto diretto può essere operato solo se il capitale investito inizialmente è uguale in tutte le n alternative d'investimento.

## Tasso di attualizzazione
Secondo la teoria del Capital Asset Pricing Model di William Sharpe, sulle deduzioni delle implicazioni dei postulati di Modigliani-Miller sul costo del capitale, il tasso di attualizzazione dei flussi di cassa di un progetto è il Costo Medio Ponderato del Capitale (in Inglese WACC o Weighted Average Cost of Capital). Il WACC viene calcolato secondo una precisa metodologia che prende in considerazione solo parametri oggettivi (e non soggettivi e/o arbitrari) che sono:
a) Il tasso di rendimento in assenza di rischio (ad esempio titoli statali pluriennali) al netto della imposizione fiscale
b) il differenziale storico tra il rendimento di un portafoglio di titoli borsistici (chiamato tasso di rendimento del mercato") e del tasso di rendimento in assenza di rischio. tale differenza viene chiamata Market Premium
c) un fattore rischio specifico per il settore in cui l'investimento avviene (chiamato β che è legato alla covarianza del rendimento di progetti simili al rendimento del mercato
d) il rapporto tra mezzi propri e capitale di debito da terzi
e) il livello di tassazione degli interessi
Il tasso di attualizzazione rappresenta il costo del denaro, ovvero riflette gli impieghi alternativi del capitale che un'azienda avrebbe e di conseguenza il rendimento minimo che un progetto deve generare affinché possa creare valore per gli investitori